# بارطشية ثنائية الألوان
بارطشية ثنائية الألوان (الاسم العلمي:Bartsia bicolor) هي نوع غير مؤكد من النباتات يتبع جنس البارطشية من الفصيلة الهالوكية.